# Aprominta designatella
Aprominta designatella is een vlinder uit de familie dominomotten (Autostichidae). De wetenschappelijke naam is, als  Symmoca designatella, voor het eerst geldig gepubliceerd in 1855 door Herrich-Schäffer.
Deze vlinder komt voor in Europa.